# Saugus
Saugus és una població dels Estats Units a l'estat de Massachusetts. Segons el cens del 2000 tenia 26.078 habitants.

## Demografia
Segons el cens del 2000, Saugus tenia 26.078 habitants, 9.975 habitatges, i 7.142 famílies. La densitat de població era de 916,2 habitants/km².
Dels 9.975 habitatges en un 27,5% hi vivien nens de menys de 18 anys, en un 57% hi vivien parelles casades, en un 10,7% dones solteres, i en un 28,4% no eren unitats familiars. En el 24,3% dels habitatges hi vivien persones soles el 12,1% de les quals corresponia a persones de 65 anys o més que vivien soles. El nombre mitjà de persones vivint en cada habitatge era de 2,59 i el nombre mitjà de persones que vivien en cada família era de 3,11.
Per edats la població es repartia de la següent manera: un 20,5% tenia menys de 18 anys, un 6,5% entre 18 i 24, un 29,3% entre 25 i 44, un 26,1% de 45 a 60 i un 17,6% 65 anys o més.
L'edat mediana era de 41 anys. Per cada 100 dones de 18 o més anys hi havia 88,1 homes.
La renda mediana per habitatge era de 55.301 $ i la renda mediana per família de 65.782$. Els homes tenien una renda mediana de 43.219 $ mentre que les dones 32.783$. La renda per capita de la població era de 25.524$. Entorn del 3,1% de les famílies i el 4,2% de la població estaven per davall del llindar de pobresa.